# Walter Bäni
Walter Bäni (* 17. Februar 1957) ist ein ehemaliger Schweizer Radrennfahrer und nationaler Meister im Radsport.

## Sportliche Laufbahn
Bäni war Bahnradsportler und Teilnehmer der Olympischen Sommerspiele 1976 in Montreal. Dort kam er beim Sieg von Klaus-Jürgen Grünke im 1000-Meter-Zeitfahren auf den 8. Rang.
1975 gewann er die nationale Meisterschaft im Sprint der Amateure. 1976 konnte er den Titel vor Hans Ledermann verteidigen. Auch im 1000-Meter-Zeitfahren wurde er 1976 Schweizer Meister. Nach den Titelgewinnen wurde er für die Olympischen Spiele nominiert.